# Джесика Редмерски
Джесика Редмерски (на английски: Jessica Redmerski) е американска писателка на бестселъри в жанра паранормален и фентъзи трилър, любовен роман и еротична литература. Пише под псевдонима Дж. А. Редмерски (J A Redmerski).

## Биография и творчество
Джесика Анн Редмерски е родена на 25 ноември 1975 г. в Литъл Рок, Арканзас, САЩ. Започва да пише на около 13 години различни разкази и стихове. Завършва училище за медицински сестри.
Първият си роман „Dirty Eden“ публикува самостоятелно в „Амазон“ през 2012 г., както и първият си фентъзи роман „The Mayfair Moon“ от поредицата „Тъмни гори“.
През 2012 г. издава и любовният си еротичен роман „Миг преди никога“ от едноименната поредица. Той става бестселър и я прави известна.
Произведенията на писателката са издадени в над 20 страни по света.
Джесика Редмерски живее със семейството си в Норт Литъл Рок, Арканзас.

## Произведения

### Самостоятелни романи
- Dirty Eden (2012)
- Song of the Fireflies (2014)
- The Moment of Letting Go (2015)

### Серия „Тъмни гори“ (Darkwoods)
1. The Mayfair Moon (2012)
2. Kindred (2012)
3. The Ballad of Aramei (2012)

### Серия „Миг преди никога“ (Edge of Never)
1. The Edge of Never (2012)
Миг преди никога, изд.: ИК „Сиела“, София (2014), прев. Павел Талев
2. The Edge of Always (2013)
Миг преди винаги, изд.: ИК „Сиела“, София (2015), прев. Павел Талев

### Серия „В компанията на убийци“ (In the Company of Killers)
1. Killing Sarai (2013)
2. Reviving Izabel (2013)
3. The Swan and the Jackal (2014)
4. Seeds of Iniquity (2014)
5. The Black Wolf (2015)